# 사카로미케스강
사카로미케스강(Saccharomycetes)은 자낭균문에 속하는 균류 강의 하나이다. 자낭과 결합없이 접합자 또는 1개의 세포로부터 직접 자낭을 형성하는 균류로 반자낭균강(Hemiascomycetes)으로도 알려져 있다. 효모균을 포함하여 약 1,000여 종으로 이루어져 있다. 단형목 사카로미케스목 (Saccharomycetales)을 포함하고 있다.